# أخصائي دعم مباشر
أخصائي في الدعم المباشر (DSPs) هو متخصص يعمل بشكل مباشر مع الأشخاص ذوي الإعاقات الفكرية والتنموية، بهدف مساعدة الفرد على الاندماج في مجتمعه أو البيئة الأقل تقييدًا.
يتقاسم مقدمو خدمات الرعاية الصحية واجبات وظيفية مماثلة مع مقدمي الرعاية المحترفين؛ فقد يساعدون في أنشطة الحياة اليومية، والنقل، والتحويلات الخارجية، ومساعدة الأدوية تحت إشراف ممرضة مفوضة، وإعداد الطعام، وغيرها من الواجبات حسب الحاجة. نظرًا للسلوكيات الصعبة المحتملة التي يُظهرها بعض الأفراد ذوي الإعاقات التنموية، بما في ذلك السلوك المؤذي للذات والاعتداء، فقد يكون لدى أخصائيي خدمات التنمية أيضًا خبرة في تخفيف حدة السلوك ودعم السلوك الإيجابي. ومع ذلك، فإن وظيفتهم تتركز بشكل عام حول مساعدة عملائهم على عيش حياتهم بأقصى قدر من الاستقلالية والاستقلالية والمشاركة الاجتماعية. يقدم مقدم خدمات ذوي الإعاقة الدعم فيما يتعلق بالتكامل المجتمعي، والتوظيف المتكامل التنافسي، ويعمل كمدافع عن توصيل رغبات واحتياجات وأهداف الأفراد ذوي الإعاقة الذين يعمل لديهم.

## الواجبات
تعمل شركات تقديم الخدمات الرقمية بشكل مباشر مع الأفراد. وهذا يعني أنهم غالبًا ما يقضون ساعات طويلة في المنزل أو مرافق الرعاية الخاصة بعملائهم، ويساعدون في تقديم الرعاية اليومية من خلال أنشطة مثل الاستحمام، واستخدام المرحاض، وتناول الطعام، والسفر، وتحديد المواعيد، وإدارة الشؤون المالية، وتناول الأدوية، والمزيد. ومن المتوقع من العميل أن يقوم بكل هذه الأشياء بأفضل ما في وسعه. علاوة على ذلك، فإن مقدمي خدمات الرعاية الصحية ليسوا أوصياء أو متخصصين طبيين للعملاء، ويجب أن يخضعوا لخبرة وآراء المسؤولين القانونيين عن جوانب حياة العميل، بما في ذلك العميل نفسه.
وفقًا للتحالف الوطني لمحترفي الدعم المباشر، قد تشبه مهام أخصائي الدعم المباشر مهام المعلمين، والممرضين، والأخصائيين الاجتماعيين، والمستشارين، والمعالجين الفيزيائيين أو المهنيين، وأخصائيي التغذية، والسائقين، والمدربين الشخصيين، وغيرهم. تُدرج وزارة العمل الأمريكية مهام أخصائي الدعم المباشر على أنها دعم المشاركة المجتمعية، واستخدام التفكير الإبداعي لتوفير التسهيلات اللازمة لمساعدة الأشخاص ذوي الإعاقة على تحقيق استقلالية أكبر، وتقديم الرعاية والدعم في أنشطة الحياة اليومية، والعمل مع الأشخاص الذين يدعمونهم للدفاع عن حقوقهم وخدماتهم، وتقديم الدعم المعنوي.
نشأ جزء كبير من التركيز على الاستقلالية والاستقلالية من الاحتجاج الشعبي ضد اكتظاظ المؤسسات المخصصة لذوي الإعاقات النمائية، والإعاقات الذهنية، والأمراض العقلية، ونقص تمويلها. وقد غذّت فضائح مثل العار الكبير الأخير لمدرسة ويلوبروك الحكومية حركة حقوق ذوي الإعاقة، سعيًا للدفاع عن أنفسهم والعيش في مجتمعاتهم.

## معايير الرعاية
في عام 2010، أنشأت وزارة العمل بالولايات المتحدة معيارًا فيدراليًا للتدريب على مهارات معالجة البيانات الرقمية. ومع ذلك، تظل معايير كل منظمة فريدة من نوعها. إن الخبرة الجامعية ليست ضرورية، ولكن العديد من أصحاب العمل يشترطون الحصول على شهادة الثانوية العامة أو شهادة الثانوية العامة. يتطلب بعض أصحاب العمل الحصول على شهادات، في حين يقدم آخرون تدريبًا معتمدًا في العمل. قد تتطلب المنظمة من مقدمي خدمات الرعاية الصحية الحصول على ترخيص في الإسعافات الأولية، والاستجابة الصحيحة، ومساعد التمريض المسجل، ومساعد التمريض المعتمد، ومساعد الرعاية المنزلية، والمزيد من الشهادات ذات الصلة بالرعاية الصحية. قد تطلب الشركة أيضًا من مقدمي خدمات الدفع الإلكتروني حمل رخصة قيادة صالحة مع سجل قيادة نظيف.
قبل التوظيف، قد يطلب أصحاب العمل إجراء فحوصات الخلفية، واختبارات المخدرات، واختبارات الصحة العقلية، والفحوصات البدنية، وإجراءات الفحص الأخرى لتحديد كفاءة المرشح المحتمل.

## روابط خارجية
- مجلس إلينوي للإعاقات التنموية
- كلية المتخصصين في الدعم المباشر
- WhoWillCare.net ، HR 1279 - قانون العدالة والأمن لمحترفي الدعم المباشر لعام 2007، المناصرة والتوعية
- YouNeedToKnowMe.org – HR 1279 – قانون العدالة والأمن لمحترفي الدعم المباشر لعام 2007 – المناصرة والتوعية
- www.collegeofdirectsupport.com